# Гвардија Пертикара
Гвардија Пертикара (итал. Guardia Perticara) је насеље у Италији у округу Потенца, региону Базиликата.
Према процени из 2011. у насељу је живело 559 становника. Насеље се налази на надморској висини од 725 м.

## Становништво
| 1951. | 1961. | 1971. | 1981. | 1991. | 2001. | 2011. |
| ----- | ----- | ----- | ----- | ----- | ----- | ----- |
| 1.599 | 1.501 | 1.103 | 954   | 817   | 758   | 580   |